# Алатау (гостиница)
«Алатау» — туристическая гостиница, расположенная в восточной части города Алма-Аты. Является памятником архитектуры местного значения. В настоящее время большая часть здания используется под бизнес-центр.

## История
Гостиница была сооружена в 1974 году для приёма советских и иностранных туристов.
Здание было возведено по проекту института «КазНИИПИАТ» по заказу Казахского совета профессиональных союзов (Казсовпроф). Авторы проекта: архитектор В. В. Неровная, гл. инженер И. М. Кушнарев. Строительством здания занимался трест «АЛМА-АТАЖИЛСТРОЙ» МИНТЯЖСТРОЯ Казахской ССР.
18 декабря 1974 года гостинице было присвоено название «Алатау».
Современная комфортабельная гостиница была одной из крупнейших в Казахстане, рассчитанная на 870 мест. Ежегодно вплоть до распада СССР гостиница обслуживала 96 тысяч туристов.

## Архитектура
Гостиница представляет девятиэтажное изогнутое под углом здание, раскрытое главным фасадом на проспект Достык, соединенное с трехэтажным павильоном в северной части (ранее ресторан гостиницы). Внешнюю конструкцию фасада образуют небольшие лаконичные железобетонные панели, балконные ограждения чередуются с витражным остеклением больших окон. Изначально фасад был выполнен в белоснежном цвете, а главный первый этаж был выполнен сплошным остеклением. Расположено здание с отступом от проспекта Достык, а на участке между зданием и проспектом был устроен сквер с бассейнами, фонтанами и озеленением. Напротив главного фасада гостиницы размещена декоративная скульптура, представляющая многогранную стелу с барельефами на изогнутых пластинах в верхней части, изображающими юношей и девушек в современных и национальных костюмах (художники В.Константинов, В.Сенченко).

### Памятник архитектуры
В 1979 году здание гостиницы «Алатау» было взято под охрану государства получив статус Памятника истории и культуры местного значения (вид памятника «архитектуры и градостроительства») и вошло в Государственный список памятников истории и культуры местного значения города Алматы.

#### Реконструкция
Здание гостиницы неоднократно реконструировалось, реконструкции прошли в 1997, в 2001 и в 2014 годах. Фасад здания был перекрашен в темно-вишневый цвет, а балконные ограждения в оранжево-бежевый. Все прежние оконные алюминиевые витражи были заменены на пластиковые. Внешний вид здания бывшего двухэтажного гостиничного ресторана был полностью изменен, наружные декоративные вертикальные ребра солнцезащиты были демонтированы, сплошное остекление заменили отдельным остеклением окон этажей.

## Настоящее время
В настоящее время большая часть помещений гостиницы именуемой «Премьер Алатау» сдается под офисы в аренду как бизнес-центр (общая арендная площадь 12 561 m²). Гостиница предлагает посетителям всего лишь 34 комфортабельных номера. Из них: 14 одноместных номеров категории стандарт, 16 двухместных номеров категории стандарт, 2 номера категории полулюкс и 2 номера категории люкс.

## Расположение
Гостиница «Алатау» расположена на проспекте Достык, д. 105, уг. улицы Кажымукана, по дороге, ведущей в урочище Медеу и на горнолыжный курорт «Чимбулак».

## Владельцы
В советское время гостиница принадлежала государству, находилась в республиканской собственности. В 2000-х годах была приватизирована и перешла в частную собственность. Сегодня принадлежит и управляется ТОО «SP Premier Alatau» «Kassanov Investment Group».